# (23025) 1999 WR9
1999 دابليو أر 9 (ويعرف أيضًا باسم (23025) 1999 دابليو أر 9 وفق تسمية الكوكب الصغير) (بالإنجليزية: 1999 WR9)‏ هو كويكب ضمن حزام الكويكبات؛ وترتيبه 23025 من حيث الاكتشاف.
اكتُشف هذا الجُرم الفلكي بواسطة تاكاو كوباياشي في 30 نوفمبر 1999.

## وصلات خارجية
- (23025) 1999 WR9 في قاعدة بيانات مختبر الدفع النفاث لأجرام النظام الشمسي الصغيرة

- الاكتشاف · مخطط المدار ·  العناصر المدارية · المعلمات المادية

- (23025) 1999 WR9 على موقع ويكي سكاي: DSS2, SDSS, GALEX, IRAS, Hydrogen α, X-Ray, Astrophoto, Sky Map, Articles and images